# Donald Duck: Quack Attack
Donald Duck: Quack Attack, bekend onder de naam Donald Duck: Goin' Quackers buiten Europa, is een platformspel ontwikkeld door Ubisoft Montreal en Disney Interactive, uitgegeven door Ubisoft voor verschillende spelconsoles en Windows-gebaseerde pc's. Een compleet verschillend spel met dezelfde titel werd uitgegeven voor de Game Boy Color, net als op de Game Boy Advance, waarbij de laatste de titel kreeg Donald Duck Advance.
De ontvangst van het spel was algemeen beschouwd vrij gemengd, met recensenten die de muziek, achtergronden en animaties aanprezen, maar kritiek hadden op de korte duur van het spel en het feit dat het bedoeld is voor een jonger publiek, met de bijkomende gemakkelijke moeilijkheidsgraad.

## Gameplay
De gameplay van Quack Attack gelijkt erg op die van Crash Bandicoot, waarbij de speler zich door verschillende omgevingen een weg moet banen, zoals een woud of een stad, al springend over verscheidene obstakels. Het perspectief van de levels verandert van een 2D side-scrolling perspectief tot een 3D perspectief. Als je de verhaallijn hebt uitgespeeld, daagt Guus Geluk je uit om alle levels opnieuw te voltooien, maar dit keer onder tijdsdruk. Als je de verhaallijn opnieuw kan voltooien onder een bepaalde tijd, kan je bepaalde voordelen krijgen.

## Verhaal
Quack Attack begint met Donald Duck, Guus Geluk en Willie Wortel die naar een uitzending van Katrien Duck, werkend als reporter, kijken, terwijl zij een mysterieuze tempel ontdekt van de boosaardige tovenaar Merlock. Terwijl zij een verhaal vertelt over deze laatste, wordt ze ontvoerd door Merlock. Donalds aartsrivaal Guus Geluk trekt eropuit om haar eerst te vinden, terwijl Donald besluit om Willie Wortels nieuwe uitvinding, het "Tunnel Teleportatie Systeem", te gebruiken om Merlock en Katrien op te sporen. Echter, een stukje van Wortels uitvinding ontbreekt, en om de machine opnieuw te laten werken, moet Donald op een reis gaan om het stukje opnieuw te vinden. Tijdens zijn zoektocht moet hij opboksen tegen Guus Geluk, de spreuken omkeren die Merlock op Kwik, Kwek en Kwaks speelgoed plaatste en verschillende bazen verslaan, waaronder de Zware Jongens en Zwarte Magica. Op het einde is Donald in staat Merlock op te sporen; hij verslaat hem en redt Katrien. De tempel stort in, maar Wortel is in staat om Donald en Katrien terug te teleporteren in zijn lab, waar Donald een zoen ontvangt van Katrien omdat hij haar gered heeft.

## Ontwikkeling
Het spel werd ontwikkeld in 2000 door Ubisoft Montreal in samenwerking met Disney Interactive, als een hommage aan de toen net overleden Carl Barks, die het universum van Donald Duck grotendeels bepaald heeft. De Nintendo 64, Dreamcast en PSOne versies van het spel zijn gebaseerd op een verbeterde Rayman 2 engine. De muziek voor Quack Attack werd gecomponeerd door Shawn K. Clement (PlayStation, PlayStation 2, GameCube) en Daniel Masson (Windows, Nintendo 64, Dreamcast).

## Donald Duck Advance
Donald Duck Advance is een heruitgave van het originele spel voor de Game Boy Advance. Het spel werd tevens ontwikkeld en uitgegeven door Disney Interactive en Ubisoft, respectievelijk. Het werd uitgegeven op 15 december 2001 in Noord-Amerika, 16 november 2001 in de PAL-regio's en 21 december 2001 in Japan. 

## Ontvangst
Quack Attack heeft gemengde recensies ontvangen. Jon Thompson van AllGame recenseerde de PlayStation 2 versie en merkte op dat "het is een makkelijke, degelijke game, maar dat zal je niet storen terwijl je het speelt want alles is zo verdomd leuk."
Gerald Villoria van Gamespot prees de muziek aan van de GameCube versie, terwijl hij zei dat het van een solide kwaliteit is met vrolijke en opkikkerende deuntjes, maar hij bekritiseerde de korte lengte van het spel. Craig Harris, journalist voor IGN, loofde de Game Boy Color versies graphics, de "indrukwekkende" animaties van de personages en de "prachtige" achtergronden lovend, hoewel ook hij ontevreden was met de korte duur van het spel.
Villoria recenseerde ook de Dreamcast versie; hij vond dat de CG tussenstukken "fantastisch" waren en dat de animaties van de personages "vloeiend" en "naadloos" waren. Hij zei er ook bij dat het levelontwerp veel interessanter was dan in de PlayStation 2 en Nintendo 64 versies. Hoewel Villoria dacht dat de Dreamcast en PlayStation versies zeer goed op elkaar geleken, meende hij dat de Dreamcast versie moest onderdoen qua gameplay omdat het de speciale bewegingen niet ondersteunde.
Corey D. Lewis van IGN recenseerde de Nintendo 64 versie, commentaar gevend op het feit dat het spel eerder voor jongere spelers geschikt is en dat het oudere spelers snel zal vervelen. Hij zei ook dat ondanks het feit dat de Nintendo 64 versie de verbeterde Rayman 2 engine opnieuw gebruikt, de visuele effecten in Quack Attack niet te vergelijken waren met visuele effecten die de engine een jaar eerder toonde. Bovendien prees hij de "felkleurige" tekenfilm objecten en animaties aan.
De PlayStation versie werd gerecenseerd door Adam Celeveland van IGN, die de game "erg leuk" vond. Hij meende ook dat de eindbazen creatief en leuk waren, maar dat ze extreem simpel en weinig uitdagend waren. Hij concludeerde zijn recensie met "Hoewel het eerder aan de snelle en gemakkelijke kant is, heeft het al de goeie dingen."